# ایوان تیبودو
ایوان تیبودو (فرانسوی: Yvann Thibaudeau‎؛ زادهٔ ۴ آوریل ۱۹۷۳) تدوین‌گر اهل کانادا است.
از فیلم‌ها یا برنامه‌های تلویزیونی که وی در آن نقش داشته‌است می‌توان به شوالیه آخرالزمان، دستور مخفی، پیشه: میان زمین و آسمان، فانکی‌تاون، حرف اف، ۱۹۸۷، بالرین، سفر خارق‌العاده مرتاض، تنها یک نفس و هدف شماره یک اشاره کرد.